# جانيوري جونز
جانيوري جونز (بالإنجليزية: January Jones)‏ ممثلة وعارضة أزياء أمريكية ولدت في 5 يناير 1978 بمدينة سو فولز بولاية داكوتا الجنوبية الأمريكية. اشتهرت بدور بيتي دريبر في مسلسل الدراما ماد مان، ودور إيما فروست في فيلم رجال-إكس: الدرجة الأولى.

## بداية حياتها
ولدت جانيوري جونز في الخامس من يناير عام 1978، بسيوكس فولز بولاية ساوث داكوتا، والدتها كارين كانت تدير متجراً لبيع الأدوات الرياضية، ووالدها مارفن جونز كان يعمل كمدرب لياقة بدنية ومدير مركز رياضي. سميت على اسم شخصية في رواية "واحدة لا تكفي". لديها شقيقتين، جيسي وجينا.

## المهنة
ظهرت جونز بأدوار مساعدة في أفلام الزواج الأمريكي وإدارة الغضب والحب الحقيقي ورقص القذر: ليالي هافانا، في عام 2003. وفي عام 2005 ظهرت بدور أكبر في فيلم "The Three Burials of Melquiades Estrada" بطولة وإخراج تومي لي جونز. وفي عام 2006 شاركت في فيلم "We Are Marshall" ولعبت دور كارول داوسون زوجة ويليام مدرب كرة القدم، وبعدها جسدت دور البطولة في الفيلم تلفزيوني "Love's Enduring Promise".
هي حاليًا تلعب أحد الأدوار الرئيسية في مسلسل الدراما الناجح ماد من.
حصلت جونز على المركز الـ82 ضمن أكثر 100 امرأة إثارةً حسب مجلة «ماكسم» عام 2002، كما ظهرت على غلاف «العدد الساخن» لمجلة «جي كيو» البريطانية في مايو/أيار 2009.
في 2011 شاركت ليام نيسون وديان كروغر في فيلم الإثارة غير معروف. ولعبة دور المتحولة إيمّا فروست في فيلم رجال-إكس: الدرجة الأولى.

## حياتها الشخصية
أعلنت جونز في 2009 عبر مجلة فانيتي فير أنها التحقت بجامعة «اوشينا» كمتحدثة مشهورة من أجل العمل على إنقاذ أسماك القرش المهددة بالإنقراض.
وأعدت جونز المغني جوش غروبان من 2003-06. وقبله واعدت أشتون كوتشر لعدة سنوات. واعدت كذلك جاسون سوديكس خلال 2010 و 2011.
أنجبت جونز ولدًا في 13 سبتمبر 2011، وأسمته زاندر داين جونز، وبقيت متكتمة بخصوص هوية والد ابنها.

## أعمالها
| سنة  | عنوان                                   | دور            | ملاحظات |
| ---- | --------------------------------------- | -------------- | ------- |
| 1999 | It's the Rage ‏                          | جانيس تايلور   |         |
| 2001 | البيت الزجاجي                           | فتاة           |         |
| 2001 | قطاع الطرق                              | كلير/بِنك بوتس  |         |
| 2002 | Taboo                                   | إليزابيث       |         |
| 2002 | Full Frontal ‏                           | تريسي          |         |
| 2003 | إدارة الغضب (فيلم)                      | جينا           |         |
| 2003 | الزواج الأمريكي                         | كايدينس فلارتي |         |
| 2003 | Love Actually                           | جيني           |         |
| 2004 | Dirty Dancing: Havana Nights            | إيف            |         |
| 2005 | The Three Burials of Melquiades Estrada | لو آن نورتن    |         |
| 2006 | Swedish Auto                            | دارلا          |         |
| 2006 | We Are Marshall                         | كارول داسون    |         |
| 2009 | The Boat That Rocked                    | إلينير         |         |
| 2011 | غير معروف (فيلم)                        | إليزابيث هاريس |         |
| 2011 | X-Men: First Class                      | إيمّا فروست     |         |
| 2011 | طلب العدالة (فيلم)                      | لورا جيرارد    |         |
| 2013 | ماء حلو                                 | ساره راميريز   |         |

| سنة       | عنوان                   | دور                | ملاحظات                                           |
| --------- | ----------------------- | ------------------ | ------------------------------------------------- |
| 1999      | Sorority                | رقم واحد           | فيلم تلفزيوني                                     |
| 1999      | Get Real ‏               | جين كوهين          | الحلقة الأولى                                     |
| 2002      | In My Life              | ديان سانت كروي     | فيلم تلفزيوني                                     |
| 2004      | Love's Enduring Promise | ميسي ديفيس         | فيلم تلفزيوني                                     |
| 2005      | Huff                    | ماريسا ويلز        | حلقة: "The Good Doctor" حلقة: "The Sample Closet" |
| 2007–الآن | ماد من                  | بيتي دريبر فرانسيس |                                                   |
| 2008      | Law & Order             | كيم برودي          | حلقة: "Quit Claim"                                |
| 2015      | The Last Man on Earth   | ميليسا شارت        | دور رئيسي                                         |

## روابط إضافية
- جانيوري جونز على موقع IMDb (الإنجليزية)
- جانيوري جونز على موقع ميتاكريتيك (الإنجليزية)
- جانيوري جونز على موقع الموسوعة البريطانية (الإنجليزية)
- جانيوري جونز على موقع روتن توميتوز (الإنجليزية)
- جانيوري جونز على موقع قاعدة بيانات الأفلام العربية
- جانيوري جونز على موقع ألو سيني (الفرنسية)
- جانيوري جونز على موقع تيرنر كلاسيك موفيز (الإنجليزية)
- جانيوري جونز على موقع أول موفي (الإنجليزية)
- جانيوري جونز على موقع بوكس أوفيس موجو (الإنجليزية)
- جانيوري جونز على موقع قاعدة بيانات الأفلام السويدية (السويدية)